# Cité sportive Joan-Gamper
La Ciutat Esportiva Joan Gamper est le centre d'entraînement du FC Barcelone.

## Présentation
Inauguré le 1er juin 2006, c'est un ensemble ultramoderne de seize hectares, situé à Sant Joan Despí. Il compte notamment trois salles omnisports, un terrain d'entraînement pour les gardiens de but et neuf terrains de football, dont deux tracés aux mesures précises de celui du Camp Nou (105 m × 68 m).
Le centre, qui accueille l'entraînement de toutes les équipes du club ainsi que de nombreux matches amicaux et amateurs, héberge également le nouveau centre de formation du club inauguré en 2011 pour un investissement de 11 millions d'euros. Il remplace la résidence de la Masia dont le Barça avait usage depuis 1979.

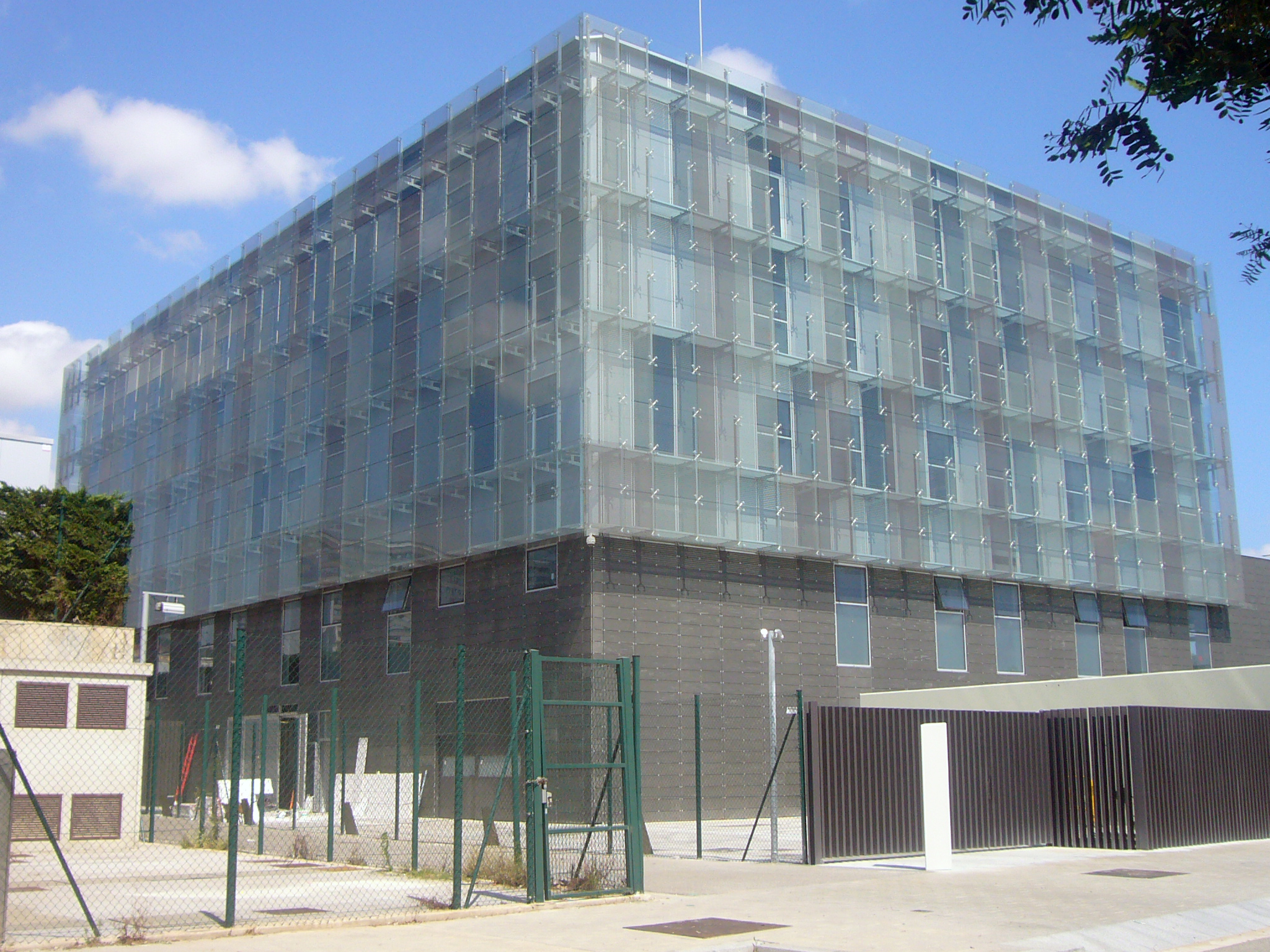
La nouvelle Masia, située dans la Cité sportive Joan Gamper.

En 2017, un nouveau stade de 6 000 places, baptisé stade Johan Cruyff, est construit dans la Cité sportive afin de remplacer le Mini Estadi.
Le directeur de la cité sportive est Pere Gratacós depuis janvier 2010.